# Mogadiscio Calcio
Mogadiscio Calcio fue un importante equipo de fútbol en la Somalia italiana, que desapareció después de la Segunda Guerra Mundial.

## Historia
El "Mogadiscio Calcio"  (llamado oficialmente 'Mogadiscio Associazione Calcio', o sea 'Mogadiscio AC') fue un equipo de fútbol histórico en Mogadiscio, que existió oficialmente hasta 1961 y se creó principalmente para la comunidad italiana de la capital de Somalia italiana. 
En 1933 se creó en Mogadiscio -bajo el dominio italiano- el primer campeonato de fútbol somalí (amateur), llamado "Coppa Federazione Sportiva", con tres equipos ("AC Mogadiscio", "Marina" y "Milizia"). El Mogadiscio Calcio llegó segundo. Estos equipos habían sido integrados oficialmente en la "Seconda Divisione 1932-1933" (que era el IV livel del "XXXIII Campionato italiano di calcio"). 

### Primer Campeonato (amateur) en Somalia
Somalia 1933: "Coppa Federazione Sportiva"
(NB: supuestamente fue el primer campeonato de fútbol en Somalia, aunque el Marina era descrito come campeón "una vez mas" ('ancora una volta') después del último partido. Probablemente el Marina había ganado en: Somalia-seconda divisione 1932-33)
Participantes (3):
- AC Mogadiscio
- (Comando) Marina
- Milizia

Final Match:
Marina 2-2 AC Mogadiscio (NB: Comando Marina fue el campeón, un punto delante del AC Mogadiscio)

### Campeonato último de la Somalia italiana
En 1939-40 se disputó el último campeonato de la Somalia italiana, que fue interrumpido por el inicio de la Segunda Guerra Mundial en mayo de 1940:
Participantes (6):
- Aviazione
- CO.RR.
- Gioventu italiana littorio (G.I.L.)
- Milizia
- AC Mogadiscio
- Truppe

### Después de 1945
En 1947, el Mogadiscio Calcio ganó el Campeonato de Somalia (aficionado).
En 1952, el nombre del equipo fue cambiado a 'AS Mogadiscio' ("Associazione Sport Mogadiscio"), mientras que era tercero en el Campeonato de ese año. La razón del cambio fue que el equipo fue seguido casi exclusivamente por colonos italianos y sus descendientes, por lo que la administración nacionalista ordenó que los pocos seguidores entre los somalíes nativos borraran la palabra italiana "calcio" (que significa 'fútbol' en italiano).
En 1961, el equipo fue declarado "cerrado", principalmente por razones económicas, ya que casi no tenía seguidores (debido a la desaparición casi total de los italianos de Mogadiscio y Somalia, que se mudaron principalmente a Italia).

## Palmarés
Campeonato de Somalia: 1
1947/48